# Château-Chinon (Campagne)
Château-Chinon (Campagne) este o comună în departamentul Nièvre din centrul Franței. În 2009 avea o populație de 613 de locuitori.

## Evoluția populației
| An        | 1975 | 1982 | 1990 | 1999 | 2006 | 2009 |
| --------- | ---- | ---- | ---- | ---- | ---- | ---- |
| Populație | 735  | 732  | 710  | 683  | 627  | 613  |